# Diaphorolepis
Diaphorolepis — рід змій родини полозових (Colubridae). Представники цього роду мешкають в Панамі, Колумбії і Еквадорі.

## Види
Рід Diaphorolepis нараховує 2 види:
- Diaphorolepis laevis F. Werner, 1923
- Diaphorolepis wagneri Jan, 1863

## Етимологія
Наукова назва роду Diaphorolepis походить від сполучення слів дав.-гр. διαφορος — різний, неподібний і λεπις — луска.